# أرجنتينوس جونيورز

شعار أرجنتينوس جونيورز من 1954 حتى 2004

رابطة أرجنتينوس جونيورز الرياضية (بالإسبانية: Asociación Atlética Argentinos Juniors) هي نادي كرة قدم أرجنتيني، تأسس النادي سنة 1904، وهو الذي أنتج اللاعب الأسطورة في كرة القدم دييغو مارادونا الذي لعب فيه 134 مباراة متتالية كلها لم يخسرها النادي وكانت مليئة بالانتصارات.
أسس النادي في 15 أغسطس 1904، ويحمل ملعب النادي اسم دييغو مارادونا كما اشتهر النادي بتقديم وتصدير لاعبين كبار آخرين مثل ريكيلمي ويعد النادي أحد النوادي الأرجنتينية الأكثر شعبية في الأرجنتين بعد البوكا والريفربليت والاندبندينتي وسان لورينزو.

## روابط إضافية
- (بالإسبانية) الموقع الرسمي
- (بالإسبانية) LaPaternAAAJ
- (بالإسبانية) Argentinos Pasión
- (بالإسبانية) Bicho capo
- (بالإسبانية) Pasión Paternal
- (بالإسبانية) Soy de Argentinos